# Abbos Atoev
Abbos Atoev, traslitterato anche come Abbos Atoyev (in russo Аббос Атoев?; Distretto di Vobkent, 7 giugno 1986), è un pugile uzbeko, della categoria dei pesi medi e mediomassimi. Ha vinto la medaglia d'oro ai mondiali di Chicago 2007 e Milano 2009, oltre un bronzo alle olimpiadi di Londra 2012.

## Biografia
Nato nel distretto di Vobkent, Atoev ha studiato presso l'Università Statale di Bukhara.

## Carriera pugilistica
Atoev ha partecipato a due edizioni dei giochi olimpici (Pechino 2008, Londra 2012), tre dei mondiali (Chicago 2007, Milano 2009, Baku 2011), una dei giochi asiatici (Guangzhou 2010) e due dei campionati asiatici (Ulan Bator 2007, Zhuhai 2009).
A partire dal 1996 è allenato da Olim Muhamedov.

### Principali incontri disputati
Statistiche aggiornate al 24 settembre 2012.
| Evento              | Edizione        | Categoria             | Trentaduesimi                  | Sedicesimi                              | Ottavi                                    | Quarti                                        | Semifinale                                 | Finale                             | Pos. | Note  |
| ------------------- | --------------- | --------------------- | ------------------------------ | --------------------------------------- | ----------------------------------------- | --------------------------------------------- | ------------------------------------------ | ---------------------------------- | ---- | ----- |
| Campionati asiatici | Ulan Bator 2007 | Mediomassimi (-81 kg) | N.D.                           | N.D.                                    | Chyngiz Borbashev ( Kirghizistan) V 25-13 | Tserannadmid Munkhchuluun ( Mongolia) V RSC 1 | Song Hak Sung ( Corea del Sud) V 22-7      | Zhang Xiaoping ( Cina) V 6-3       |      | [ 1 ] |
| Mondiali            | Chicago 2007    | Mediomassimi (-81 kg) | Bye                            | Constantin Bejenaru ( Romania) V RSCO 3 | Mamadou Diambang ( Francia) V RSCI 1      | Marijo Šivolija ( Croazia) V 17-6             | Yerkebuian Shynaliyev ( Kazakistan) V 17-8 | Artur Beterbiev ( Russia) V 20-17  |      | [ 2 ] |
| Olimpiadi           | Pechino 2008    | Mediomassimi (-81 kg) | N.D.                           | Djakhon Kurbanov ( Tagikistan) P 3-11   | non qualificato                           | non qualificato                               | non qualificato                            | non qualificato                    | 17º  | [ 3 ] |
| Coppa del Mondo     | Mosca 2008      | Mediomassimi (-81 kg) | N.D.                           | N.D.                                    | N.D.                                      | Marijo Šivolija ( Croazia) V 12-0             | Djakhon Kurbanov ( Tagikistan) V +9-9      | Artur Beterbiev ( Russia) P 7-17   |      | [ 4 ] |
| Campionati asiatici | Zhuhai 2009     | Medi (-75 kg)         | N.D.                           | N.D.                                    | Vijender Singh ( India) P 7-10            | non qualificato                               | non qualificato                            | non qualificato                    | 9º   | [ 5 ] |
| Mondiali            | Milano 2009     | Medi (-75 kg)         | Ahmed Saraku ( Ghana) V 16-4   | Kentaro Ayashi ( Giappone) V RET        | Yamaguchi Florentino ( Brasile) V 8-3     | Konstantin Buga ( Germania) V 4-3             | Vijender Singh ( India) V 7-3              | Andranik Hakobyan ( Armenia) V 9-0 |      | [ 6 ] |
| Giochi asiatici     | Guangzhou 2010  | Medi (-75 kg)         | N.D.                           | Bye                                     | Zhang Jianting ( Cina) V 8-7              | Narmandakh Shinebayar ( Mongolia) V 10-1      | Donabek Suzhanov ( Kazakistan) V 9-5       | Vijender Singh ( India) P 0-7      |      | [ 7 ] |
| Mondiali            | Baku 2011       | Medi (-75 kg)         | Ryōta Murata ( Giappone) P RSC | non qualificato                         | non qualificato                           | non qualificato                               | non qualificato                            | non qualificato                    | 33º  | [ 8 ] |
| Olimpiadi           | Londra 2012     | Medi (-75 kg)         | N.D.                           | Badr-Eddine Haddioui ( Marocco) V 11-9  | Bogdan Juratoni ( Romania) V 12-10        | Vijender Singh ( India) V 17-13               | Ryōta Murata ( Giappone) P 12-13           | non qualificato                    |      | [ 9 ] |